# José Nogales
José Nogales Nogales (Valverde del Camino, 21 de octubre de 1860-Madrid, 7 de diciembre de 1908) fue un periodista y escritor español. Parte de su obra puede englobarse ya dentro del movimiento modernista. Algunos autores lo sitúan dentro de la generación del 98.

## Biografía

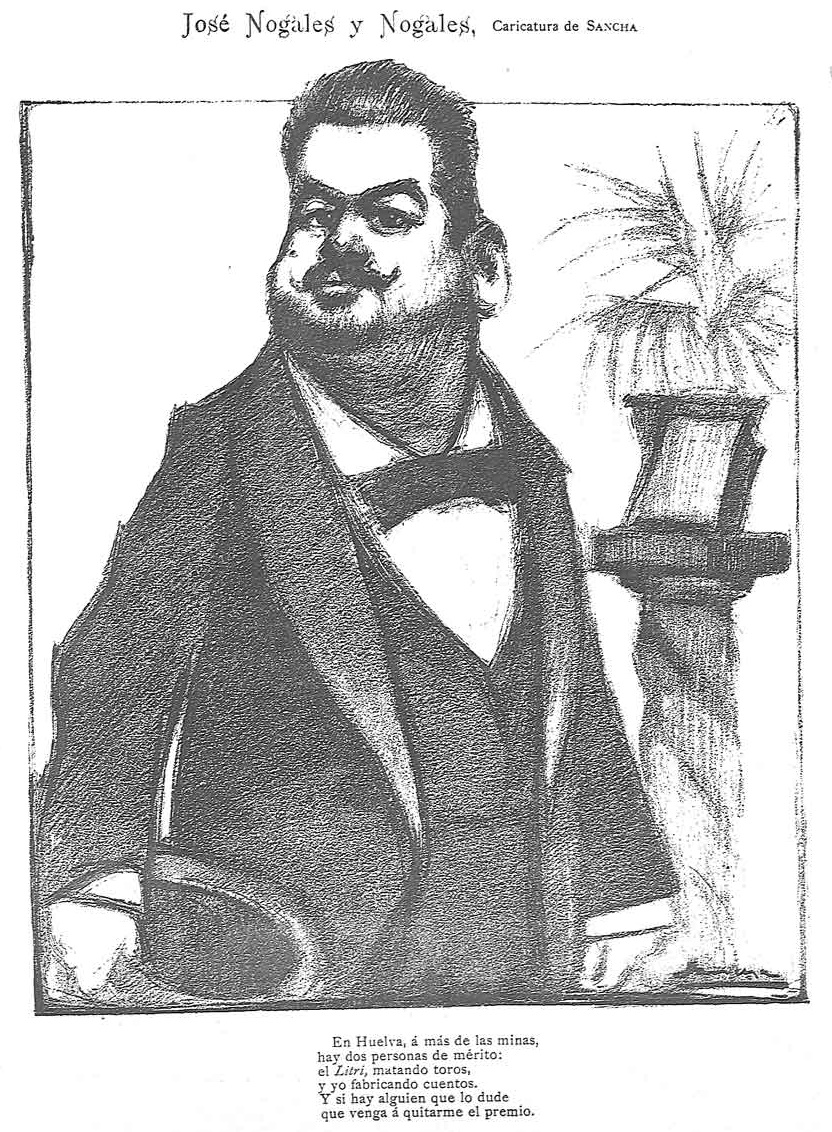
Caricaturizado por Sancha en Madrid Cómico (1900)

Nacido en la localidad onubense de Valverde del Camino el 21 de octubre de 1860, pasó parte de su infancia en Aracena. Ya en su juventud marchó a Sevilla para estudiar la carrera de derecho, lo que más tarde le permitió acceder a cargos como el de secretario del político onubense conservador Burgos Mazo, secretario en el Ayuntamiento de Niebla o bibliotecario de la Diputación Provincial de Huelva.
Su carrera periodística le llevó a vivir en los últimos años del siglo XIX en Marruecos donde fundó y dirigió el diario El Lejano Occidente, en Madrid donde fue redactor de La Época y colaborador de El Nacional o en Huelva, donde colaboró en El Defensor, El Alcance y La Concordia. Ya en el siglo XX dirigió la edición sevillana de El Liberal y se convirtió en colaborador asiduo del suplemento Blanco y Negro y del diario ABC. Fallecido el 7 de diciembre de 1908 en el número 40 de la madrileña calle de Santa Engracia, recibió sepultura en el cementerio de la Almudena.

## Obras
Entre sus obras se encuentran:
Novelas
- Mariquita León (1901)
- El último patriota (1901)

Cuentos
- Mosaico (1891)
- En los profundos infiernos o zurrapas de siglo (1896)
- Cartas del Rocío (1900)
- Tipos y costumbres (1901)
- Las tres cosas del tío Juan (1905)